# Martigny (distrikt)
District de Martigny är ett av de 14 distrikten i kantonen Valais i Schweiz. Distriktet ligger i den franskspråkiga delen av kantonen.

## Indelning
Distriktet består av tio kommuner:
| Vapen          | Namn           | Invånare 2023-12-31 | Yta i km² |
| -------------- | -------------- | ------------------- | --------- |
| Bovernier      | Bovernier      | 924                 | 13,07     |
| Fully          | Fully          | 9 160               | 37,81     |
| Isérables      | Isérables      | 809                 | 15,25     |
| Leytron        | Leytron        | 3 357               | 26,82     |
| Martigny       | Martigny       | 21 759              | 32,59     |
| Martigny-Combe | Martigny-Combe | 2 332               | 37,41     |
| Riddes         | Riddes         | 3 701               | 23,90     |
| Saillon        | Saillon        | 3 094               | 13,74     |
| Saxon          | Saxon          | 7 114               | 23,22     |
| Trient         | Trient         | 160                 | 39,56     |